# Kratochviliella
Kratochviliella là một chi nhện trong họ Linyphiidae.